# Rhythm of Love (álbum de Kylie Minogue)
Rhythm of Love é o terceiro álbum de estúdio da cantora australiana Kylie Minogue, lançado em 12 de novembro de 1990 pelo selo da PWL Records, em parceria com a Warner Bros. Records. Como seus álbuns de estúdio anteriores, Stock Aitken Waterman foram os produtores primários do álbum, mas contou com novos produtores e colaborações incluindo Keith Cohen, Stephen Bray e Michael Jay. Ao contrário de seus dois trabalhos anteriores, Minogue começou a envolver-se mais no processo de criação do álbum. Ela gravou o álbum na primavera e no verão de 1990 em Londres e Los Angeles. Rhythm of Love retrata liricamente o amor, a diversão e muitos outros assuntos. Musicalmente, o álbum trouxe uma nova direção com uma imagem mais sexual e um som mais influenciado na dance music.
Após o lançamento do álbum, Rhythm of Love recebeu críticas positivas da maioria dos críticos de música. Muitos elogiaram e disseram que este é seu melhor trabalho com Stock Aitken e Waterman, embora alguns o fizeram achar que é semelhante a seus esforços anteriores. O álbum gerou um sucesso moderado nas paradas de discos, tendo traçado dentro o top cinquenta em países como o Reino Unido, Austrália, Japão, Nova Zelândia e Suécia, e foi certificado Platina no Reino Unido.
O álbum gerou quatro singles, as vezes referido como o Quarteto de Ouro. "Better the Devil You Know" se tornou um dos maiores sucessos de Minogue, com gráficos dentro do top vinte em Israel, Austrália, Reino Unido, Irlanda, Suécia e França, e com o vídeo musical gerado com uma imagem mais sexual para sua carreira. Minogue promoveu o álbum com a turnê Rhythm of Love Tour na Austrália e Ásia. O álbum é considerado bom por muitos por ser um ponto de viragem definitiva na carreira de Minogue, conhecida por começar com seu sucesso fonográfico no estilo bubblegum pop, caracterizado pelos seus dois primeiros álbuns e a exibindo como uma artista mais madura.

## Antecedentes
O terceiro álbum de Minogue foi produzido pela equipe Stock Aitken Waterman, juntamente com Keith Cohen, Stephen Bray e Michael Jay ("The World Still Turns"). Ele incluiu, pela primeira vez, canções co-escritas por Minogue. O álbum foi um afastamento da música bubblegum pop dos seus antecessores e tentou apresentar um som de dança mais elegante e contemporâneo. Várias das suas faixas se tornaram hits populares nos clubes do Reino Unido, Europa, Austrália, Nova Zelândia e Ásia. O álbum alcançou o a nona posição na parada de álbuns do Reino Unido e foi disco de platina.
Com uma nova direção musical, Minogue teve a oportunidade de romper com o molde que sua gravadora tinha criado para ela. Fortemente influenciada por seu então namorado Michael Hutchence, vocalista do INXS, Minogue explorou e apresentou-se de forma mais sexual e provocadora. A mídia apelidou esse mesmo como 'SexKylie'. Nick Levine, da Digital Spy, afirmou musicalmente que Kylie ainda tem "um alegre pop, mas há uma progressão definida aqui: um som um pouco mais dançante, e mais sax, guitarras e rap, e – suspiro! – faixas produzidas por outras pessoas além de Stock Aitken Waterman".
"What Do I Have to Do" foi originalmente planejado para dar seguimento depois do single "Better the Devil You Know" no final de 1990, mas foi retida após o lançamento de "Step Back in Time" até janeiro de 1991, quando um novo remix da canção foi usada para a versão do single. "I Am the One for You", escrito por Minogue, Phil Harding, Ian Curnow, era uma faixa sem uso para o álbum das sessões de gravação, que acabou por ser disponibilizada para os fãs na Austrália, com a compilação de 1998 Greatest Remix Hits 4.

## Recepção

### Análise da crítica
| Críticas profissionais | Críticas profissionais |
| Avaliações da crítica  | Avaliações da crítica  |
| Fonte                  | Avaliação              |
| ---------------------- | ---------------------- |
| Allmusic               | [ 1 ]                  |
| DigitalSpy             | [ 2 ]                  |

Após o lançamento do álbum, Rhythm of Love recebeu críticas positivas da maioria dos críticos de música. Chris True, da Allmusic, descreveu o álbum como "o melhor trabalho da era Stock-Aitken-Waterman" de Kylie Minogue, e escreve que "a composição é a mais forte, a produção dinâmica, e Kylie parece mais confiante vocalmente". Nick Levine do Digital Spy deu uma avaliação positiva, dando uma atribuição para o álbum com quatro estrelas de cinco. Ele afirmou: "Rhythm of Love vale bem a pena em uma outra escuta" e concluiu dizendo "Este é definitivamente o melhor esforço de Kylie ainda, graças em grande parte para o brilhantismo desses singles. Se você não consegue encontrar algo até aqui, você precisa obter-se na lista de espera da NHS para um novo par de pés de dança".

### Resposta comercial
Rhythm of Love estreou na décima sexta posição no Australian Albums Chart. Ele chegou a décima-terceira posição, mas caiu depois. No entanto, quando Minogue estava promovendo sua Rhythm of Love Tour, o álbum subiu mais uma vez e, finalmente, chegou a décima posição. Na Nova Zelândia, o álbum passou uma única semana nas paradas na trigésima-sexta posição, e não se tornou bem sucedido no país. Aconteceu de forma semelhante na Suécia, apenas chegando a 44ª posição nas paradas do país. Na Espanha, o álbum alcançou a 26ª posição e permaneceu nas paradas por 10 semanas, sendo posteriormente depois certificado de ouro.
Em junho de 1991, o álbum foi relançado com o título Rhythm of Love: The Gold Album com remixes de bônus em destaque. No Reino Unido, Rhythm of Love foi disco de platina, e já vendeu mais de 300.000 unidades. Na Austrália, o CD original foi divulgado como um disco de imagem 'branca'. O álbum foi relançado como uma "versão ouro" especial em maio de 1991, que continha três remixes de bônus, e passou a receber a certificação de platina no Reino Unido e na Austrália.

## Singles
O primeiro single do álbum, intitulado como "Better the Devil You Know", foi lançado em 30 de Abril de 1990. A canção recebeu críticas positivas da maioria dos críticos de música, com os críticos a observando como um destaque para o álbum. Muitos críticos observaram o novo estilo de direção de Minogue, não sendo o mesmo de sua música anterior. Comercialmente, a canção foi um sucesso nas paradas com pico dentro do top vinte em países como Austrália, Bélgica, França, Israel, Irlanda, Suécia e Reino Unido, sendo ambas certificadas na Austrália e no Reino Unido. O vídeo musical foi dirigido por Paul Goldman e foi filmado em Melbourne, e apresentou Minogue em muitas cenas sexualmente sugestivas com um homem negro, que desempenhou o papel de seu amante. Isso causou uma controvérsia, uma vez que apresentou Minogue em uma imagem muito mais madura do que em anos anteriores.
O segundo single do álbum, "Step Back in Time", foi lançado em 22 de Outubro de 1990. Originalmente, a canção "What Do I Have to Do" iria ser lançada como o segundo single, mas a decisão foi alterada. Esta canção é a primeira vez que Minogue levou sua música para o gênero do disco. A canção atingiu um pico dentro do top dez da Austrália, Reino Unido, Irlanda e África do Sul.
O terceiro single "What Do I Have to Do", foi lançado em 21 de janeiro de 1991. A canção recebeu críticas muito positivas dos críticos de música, elogiando a música como sendo uma obra-prima dos anos 90. "What Do I Have to Do" teve um sucesso menor do que os singles anteriores. Ele alcançou a décima-primeira posição na Austrália, sendo o seu primeiro single a perder o top 10. No entanto, alcançou a sexta posição no Reino Unido. O último single do álbum, "Shocked" foi lançado em 20 de Maio de 1991. A canção foi aclamada pela crítica por parte dos críticos de música,a observando como um dos melhores trabalhos de Minogue e um destaque. No entanto, a canção não teve muito sucesso, mas atingiu um pico dentro do top dez do Reino Unido e da Austrália.

## Lista de faixas
Créditos adaptados do encarte de Rhythm of Love.
| Edição padrão  |                              |                                        |                       |         |  |
| N.º            | Título                       | Compositor(es)                         | Produtor(es)          | Duração |  |
| 1.             | "Better the Devil You Know"  | Mike Stock Matt Aitken Pete Waterman   | Stock Aitken Waterman | 3:52    |  |
| 2.             | "Step Back in Time"          | Stock Aitken Waterman                  | Stock Aitken Waterman | 3:05    |  |
| 3.             | "What Do I Have to Do"       | Stock Aitken Waterman                  | Stock Aitken Waterman | 3:44    |  |
| 4.             | "Secrets"                    | Stock Aitken Waterman                  | Stock Aitken Waterman | 4:06    |  |
| 5.             | "Always Find the Time"       | Stock Aitken Waterman Rick James       | Stock Aitken Waterman | 3:36    |  |
| 6.             | "The World Still Turns"      | Kylie Minogue Michael Jay Mark Leggett | Jay                   | 4:00    |  |
| 7.             | "Shocked"                    | Stock Aitken Waterman                  | Stock Aitken Waterman | 4:48    |  |
| 8.             | "One Boy Girl"               | Minogue Willie Wilcox                  | Keith Cohen           | 4:35    |  |
| 9.             | "Things Can Only Get Better" | Stock Aitken Waterman                  | Stock Aitken Waterman | 3:57    |  |
| 10.            | "Count the Days"             | Minogue Stephen Bray                   | Bray Cohen            | 4:23    |  |
| 11.            | "Rhythm of Love"             | Minogue Bray                           | Bray Cohen            | 4:13    |  |
| Duração total: | Duração total:               | Duração total:                         | Duração total:        | 44:28   |  |

| Faixas bônus da edição "ouro" limitada |                                                   |                       |         |  |
| N.º                                    | Título                                            | Compositor(es)        | Duração |  |
| 12.                                    | "Step Back in Time" (Walkin' Rhythm mix)          | Stock Aitken Waterman | 7:55    |  |
| 13.                                    | "What Do I Have to Do" (Between the Sheets Remix) | Stock Aitken Waterman | 7:08    |  |
| 14.                                    | "Shocked" (DNA mix)                               | Stock Aitken Waterman | 3:10    |  |

| Faixas bônus da edição limitada autraliana |                                                   |                       |                       |         |  |
| N.º                                        | Título                                            | Compositor(es)        | Produtor(es)          | Duração |  |
| 12.                                        | "Better the Devil You Know" (U.S. Remix)          | Stock Aitken Waterman | Stock Aitken Waterman | 6:03    |  |
| 13.                                        | "Step Back in Time" (Walkin' Rhythm mix)          | Stock Aitken Waterman | Stock Aitken Waterman | 7:55    |  |
| 14.                                        | "What Do I Have to Do" (Between the Sheets remix) | Stock Aitken Waterman | Stock Aitken Waterman | 7:08    |  |

| Disco bônus da edição limitada da Austrália/fita cassete – "Shocked" |                                   |                       |                       |         |  |
| N.º                                                                  | Título                            | Compositor(es)        | Produtor(es)          | Duração |  |
| 1.                                                                   | "Shocked" (DNA Mix)               | Stock Aitken Waterman | Stock Aitken Waterman | 3:10    |  |
| 2.                                                                   | "Shocked" (DNA 12" mix)           | Stock Aitken Waterman | Stock Aitken Waterman | 6:20    |  |
| 3.                                                                   | "Shocked" (Harding/Curnow 7" Mix) | Stock Aitken Waterman | Stock Aitken Waterman | 3:18    |  |

| Faixas bônus da edição japonesa de 1990 |                                                      |                       |                       |         |  |
| N.º                                     | Título                                               | Compositor(es)        | Produtor(es)          | Duração |  |
| 12.                                     | "Better the Devil You Know" (The Mad March Hare Mix) | Stock Aitken Waterman | Stock Aitken Waterman | 7:09    |  |

| Faixas bônus da reedição japonesa de 2012 |                                               |         |  |
| N.º                                       | Título                                        | Duração |  |
| 12.                                       | "Better The Devil You Know" (Dave Ford Remix) | 5:49    |  |
| 13.                                       | "Step Back In Time" (Tony King Mix)           | 7:29    |  |
| 14.                                       | "What Do I Have To Do" (Original 12" Mix)     | 7:09    |  |
| 15.                                       | "Shocked" (DNA 12" Mix)                       | 6:14    |  |

| Edição especial de 2015 da PWL (Disco 1) |                                                      |         |  |
| N.º                                      | Título                                               | Duração |  |
| 12.                                      | "Better The Devil You Know" (The Mad March Hair Mix) |         |  |
| 13.                                      | "Step Back In Time" (Walkin' Rhythm Mix)             | 8:00    |  |
| 14.                                      | "What Do I Have To Do" (Pumpin' Mix)                 | 7:47    |  |
| 15.                                      | "Shocked" (DNA 12" Mix)                              | 6:14    |  |

| Edição deluxe de 2015 da PWL (Disco 2) |                                                 |         |  |
| N.º                                    | Título                                          | Duração |  |
| 1.                                     | "Better The Devil You Know" (Dave Ford Mix)     | 5:50    |  |
| 2.                                     | "Step Back In Time" (Tony)                      | 7:30    |  |
| 3.                                     | "What Do I Have To Do" (Between The Sheets Mix) | 7:05    |  |
| 4.                                     | "Shocked" (Harding/Curnow 12" Mix)              | 7:32    |  |
| 5.                                     | "Better The Devil You Know" (Alternative Mix)   | 3:20    |  |
| 6.                                     | "I Am The One For You"                          | 3:12    |  |
| 7.                                     | "What Do I Have To Do" (Billy The Fish Mix)     | 7:31    |  |
| 8.                                     | "Better The Devil You Know" (U.S. Remix)        | 6:03    |  |
| 9.                                     | "One Boy Girl" (12" Mix)                        | 4:57    |  |
| 10.                                    | "Shocked" (Harding/Curnow 7" Mix)               | 3:19    |  |
| 11.                                    | "Things Can Only Get Better" (Original 12" Mix) | 7:12    |  |
| 12.                                    | "What Do I Have To Do" (Sax On The Beach Mix)   |         |  |
| 13.                                    | "Step Back In Time" (The Big Shock)             | 6:38    |  |

## Desempenho nas tabelas musicais
| Tabela musical (1990)                    | Melhor posição |
| ---------------------------------------- | -------------- |
| Austrália (ARIA)                         | 10             |
| Países Baixos (Dutch Albums Chart)       | 76             |
| Japão (Japanese Albums Chart)            | 32             |
| Nova Zelândia (New Zealand Albums Chart) | 2              |
| Suécia (Swedish Albums Chart)            | 1              |
| Reino Unido (UK Albums Chart)            | 6              |
| Tabela musical (2015)                    | Melhor posição |
| Reino Unido (Official Charts Company)    | 22             |

## Certificações
| Região                                                 | Certificação | Vendas/remessas |
| ------------------------------------------------------ | ------------ | --------------- |
| Austrália (ARIA)                                       | Platina      | 120,000^        |
| Reino Unido (BPI)                                      | Ouro         | 300,000^        |
| ^ figuras das remessas com base apenas na certificação |              |                 |